# Ланген-Брюц
Ланген-Брюц (нем. Langen Brütz) — община в Германии, в земле Мекленбург-Передняя Померания.
Входит в состав района Пархим. Подчиняется управлению Остуфер Шверинер Зее.  Население составляет 481 человек (на 31 декабря 2010 года). Занимает площадь 15,45 км².
Коммуна подразделяется на 2 сельских округа.